# Oniscus armatus
Oniscus armatus är en kräftdjursart som beskrevs av Hercule Nicolet 1849. Oniscus armatus ingår i släktet Oniscus och familjen Oniscidae. Inga underarter finns listade i Catalogue of Life.